# Standseilbahn Kyselka

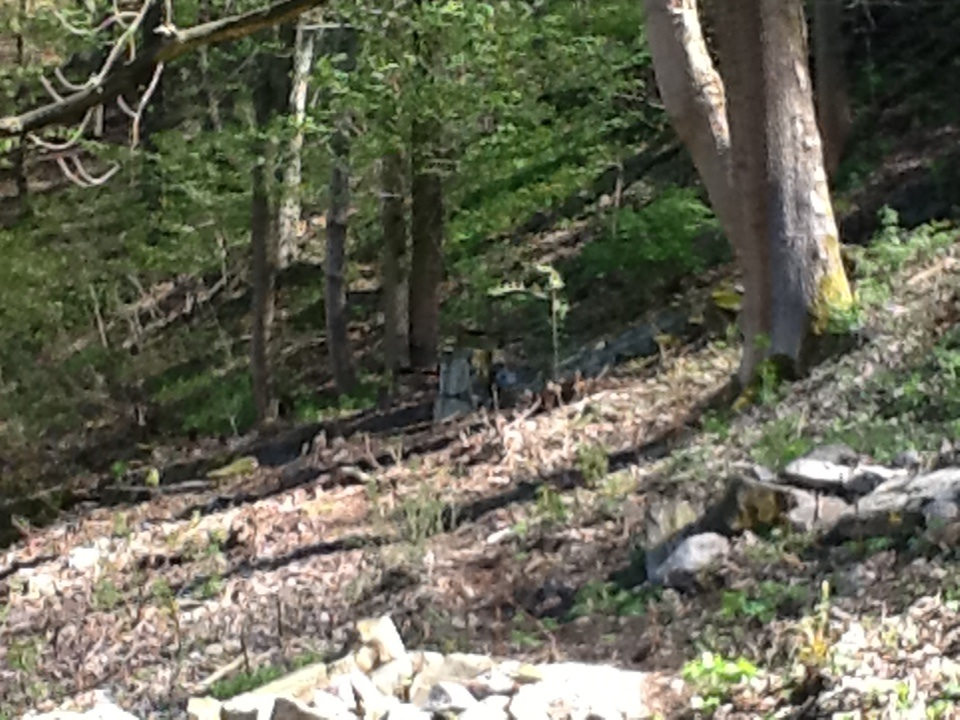
Fundamente der einstigen Seilbahn 2014

Die Standseilbahn ist eine ehemalige Betriebsbahn im früheren Kurort Kyselka in Tschechien, die dem Material-, insbesondere Mineralwasserflaschentransport diente und 2013 zum Kulturdenkmal erklärt wurde.

## Geschichte
Die Standseilbahn gehörte zu den ersten Seilbahnen in Österreich-Ungarn. Die Idee stammte vom Unternehmer Heinrich Mattoni. Sie diente dem Flaschentransport von der am Berghang gelegenen König-Otto-Quelle und dem Versendungshaus im Tal und bestand bereits im Jahre 1875. In den 1950er Jahren wurde ein Teil der Bahn abmontiert. Der Rest verrostet bis heute und nur noch die Betonfundamente sind als Ganzes übrig geblieben. Beim Aufräumen des früheren Kurparkes im Jahre 2013 wurden Reste der Bahn freigelegt. Sie besteht aus mehreren eng aneinander liegenden Fundamenten. Daneben ist eine Steintreppe.